# Keep Calm and Carry On
Keep Calm and Carry On (engl.: zadrži smirenost i nastavi dalje), motivacijski plakat koji je proizvela britanska vlada 1939., nekoliko mjeseci prije početka Drugog svjetskog rata, s namjerom podizanja morala britanske javnosti tijekom posljedica naširoko predviđanih masovnih zračnih napada na velike gradove. Plakat je bio samo ograničeno distribuiran bez javnog izlaganja, pa je bio malo poznat. Ponovo je otkriven 2000. godine kada su ga neka privatna društva iznova izdala i otada se rabi kao dekorativna tema za čitav niz proizvoda. Vjerovalo se da su postojala samo dva sačuvana primjerka plakata izvan vladinih arhiva sve dok zbirku od 20 originala nije na Antiques Roadshowu prikazala kći pripadnika bivšeg Kraljevskog motrilačkog korpusa.

## Više informacija
- britanska propaganda tijekom Drugog svjetskog rata
- Bez panike (Autostoperski vodič po galaktici)
- We Can Do It!, američki plakat iz Drugog svjetskog rata koji je također nanovo otkriven godinama poslije

## Preporučena literatura
- Clampin, David. 2009. "To Guide, Help and Hearten Millions": the place of commercial advertising in wartime Britain, 1939–1945. Journal of Macromarketing. 29 (1): 58–73. Inačica izvorne stranice arhivirana 18. prosinca 2013. Pristupljeno 19. travnja 2014.
- Inkster, Nigel; Nicoll, Alexander. 2010. Keep Calm and Carry On. Survival: Global Politics and Strategy. 52: 249–256. doi:10.1080/00396331003764777
- Lewis, Bex. 2012. The Renaissance of 'Keep Calm and Carry On'. The Poster. 2: 7–23. doi:10.1386/post.2.1.7_1
- Walker, Susannah. 2012. Home Front Posters of the Second World War. Shire. Oxford. ISBN 9780747811428

## Vanjske poveznice
- fotografije s prikazom primjerâ popularnosti postera, tiskano u The Guardianu
- fotografije originalnog postera na mrežnom mjestu Barter Booksa
- First person: 'I am the Keep Calm and Carry On man'
- Dr Bex Lewis, Original history of the poster, and blog tracing its 21st Century renaissance  Arhivirana inačica izvorne stranice od 22. travnja 2012. (Wayback Machine)
- video koji objašnjava osnovnu povijest plakata